# Vigo (Boqueijón)
Vigo (llamada oficialmente Santa Baia de Vigo) es una parroquia española del municipio de Boqueijón, en la provincia de La Coruña, Galicia. 

## Otras denominaciones
La parroquia también es conocida por el nombre de Santa Eulalia de Vigo.

## Entidades de población
Entidades de población que forman parte de la parroquia:
- Carabán
- Castenda
- Cubelo (O Covelo)
- Melón
- Rubio
- Santabaya (Santa Baia)

## Demografía
| Gráfica de evolución demográfica de Vigo entre 2000 y 2018 |
|                                                            |
| Datos según el nomenclátor publicado por el INE.           |